# Bernardo Flores
Bernardo Flores (Guadalajara, 1996. március 9. –) mexikói színész.

## Életrajza
Bernardo Flores a Televisa Művészeti Oktatási Központban tanult színészetet . Televíziós karrierjét a Como dice el dicho című sorozatban és a Caer en tentación című telenovela három epizódjában kezdte. A következő évben részt vett Luis Miguel életrajzi sorozatának egyik epizódjában, a Luis Miguel : the series . Később nagyobb elismerést kapott, mert Pablo Valentínt, egy fiatal homoszexuálist alakította a Like című filmben.
Nagyobb ismertséget a A végzet asszonya (teleregény) 2.évada hozta meg számára, ahol Luis Navarrete-t alakította aki egy fiatal pszichopatát, aki egy nőrabló bandát vezet.  2021-ben csatlakozott a A szenvedélyek lángjai 2.évadának produkciójához, amiben szintén nagyobb szerepet kapott.

## Filmográfia

### Telenovellák
| Év          | Cím                      | Szerepnév                 | Magyar hangja | TV stúdió |
| ----------- | ------------------------ | ------------------------- | ------------- | --------- |
| 2025        | Velvet: El nuevo imperio | Ricky López               | –             | Telemundo |
| 2022        | A szenvedélyek lángjai   | Juan David Reyes Elizondo | –             | Telemundo |
| 2020        | A végzet asszonya        | Luis "Lucho" Navarrete    | Baráth István | Telemundo |
| 2018 - 2019 | Like                     | Pablo Valentín Ferrer     | –             | Televisa  |
| 2018        | Luis Miguel: la serie    | Catalino                  | –             | Telemundo |

## Web sorozatok
| Év   | Cím              | Szerepnév      | Platform |
| ---- | ---------------- | -------------- | -------- |
| 2022 | Express          | Leo Malasangre | Starz    |
| 2023 | Senda prohibida  | Julio          | ViX+     |
| 2024 | Nővérek háborúja | Pedro          | Netflix  |

## Epizód szerepek
| Év   | Cím                    | Szerepnév  | TV stúdió |
| ---- | ---------------------- | ---------- | --------- |
| 2020 | Esta historia me suena | José María | Televisa  |
| 2017 | Caer en tentación      |            | Televisa  |
| 2017 | Como dice el dicho     |            | Televisa  |